# Invisible (libro)
Invisible es una novela publicada en febrero de 2018, escrita por Eloy Moreno. Publicada junto a la editorial Nube de Tinta.  
Casi inmediatamente, el libro se posó en el primer podio de ventas. La novela lleva 60 ediciones, compradas tanto por adultos como por adolescentes.
El 13 de diciembre de 2024 se estrenó oficialmente la serie "Invisible" en la plataforma Disney+ simultáneamente en todo el mundo.

## Personajes

### El padre y la madre
Padres del chico invisible. Su madre pasa las noches con él en la butaca del hospital, mientras, su padre trabaja.

### El chico Invisible
Es el protagonista de la novela, está convencido de que ha logrado el poder de la invisibilidad. Cursa la educación secundaria obligatoria y le va bien en los exámenes. Le gusta su amiga Kiri. Tiene la afición de leer cómics y le gustan los superhéroes. Pero sufre el acoso de MM, y su amigo Zaro no hace mucho por ayudarle. En verdad, ninguno de los que observan hace nada. (En la serie oficial su apodo es Capi)

### Kiri
Amiga pecosa de la que está enamorado el protagonista, que la llama “la niña de las cien pulseras”. Son amigos desde pequeños y nacieron casi el mismo día del mismo año. La única forma que tiene de luchar contra MM, el acosador del protagonista, es a través de los dibujos. No ha sido capaz de actuar en la vida real ni plantarle cara

### Luna
Hermana pequeña del protagonista. Aunque tiene seis años, el protagonista piensa que es la que mejor le conoce, pues es la única que sabe todo lo ocurrido y que le salvó en el accidente

### Zaro
“El niño de la cicatriz en la ceja”, amigo del protagonista que tuvo un accidente al no funcionar sus frenos de la bicicleta. No le ha ayudado como sí le ayudó su amigo invisible entonces. También está enamorado de Kiri.

### Profesora de Lengua
Único adulto que se toma en serio el problema de acoso escolar que ve en el instituto. Acude a comunicarlo a la directora, sin recibir la atención debida. Esta había recibido bullying de pequeña y esto la ayuda a ser más valiente contra los acosadores.

### Dragón
Es un tatuaje que tiene la profesora de literatura en su espalda. Representa la situación de acoso que vivió ella. Según indica el libro, dice que en su situación de acoso, el dragón de su espalda desveló sus alas y pudo volar. Aparte, también representa la empatía que siente hacia el chico invisible

### MM
"El niño de los nueve dedos y medio” y una cicatriz en el pecho. El macarra de clase, mal estudiante, acomplejado, chico con muchas frustraciones e ira que le hacen acosar y maltratar al chico invisible en el instituto. Tuvo un accidente de tráfico cuando era pequeño. 

## Premios
| Premios Yoleo | Premios Hache | Premios Novela el Corte Inglés | Premios Cento Italia |
| ------------- | ------------- | ------------------------------ | -------------------- |
| 2018          | 2019          | 2020                           | 2021                 |
| Ganador       | Ganador       | Ganador                        | Ganador              |

## Resumen
Emotiva, conmovedora, diferente... Invisible narra, a través de los ojos de un niño, una historia que podría ser la de cualquiera de nosotros. ¿Quién no ha deseado alguna vez ser invisible? ¿Quién no ha deseado alguna vez dejar de serlo? El problema es que nunca he llegado a controlar bien ese poder: A veces, cuando más ganas tenía de ser invisible, era cuando más gente me veía, y en cambio, cuando deseaba que todos me vieran, era cuando a mi cuerpo le daba por desaparecer.

## Adaptaciones
En 2020, Disney Plus anunció el inicio del rodaje de una serie basada en la aclamada novela de Eloy Moreno. Dirigida por Paco Caballero, se estrenó el 13 de diciembre de 2024 en la plataforma Disney+ y cuenta con 6 episodios. 
La serie cuenta la historia de Capi, un chico de 12 años con una vida normal, que sufre un terrible accidente que le ocasiona un severo estrés postraumático. Nadie parece tener más información: ni el colegio, ni sus amigos, ni su familia pueden explicar qué ha pasado. Sin embargo, el psicólogo que le trata sí está dispuesto a bucear en su historia y descubrir las razones que le han llevado a esa situación. Poco a poco, Capi comienza a confiar en él y le cuenta que tiene el poder de la invisibilidad, y que las terribles pesadillas que le acechan cada noche tienen que ver con los monstruos y el dragón que le persiguen. Pero en su historia no todos son amenazas. Hay alguien que sí quiere ayudarle: una misteriosa profesora, recién llegada al instituto, que tratará por todos los medios hacer visible lo invisible.
Está protagonizada por el actor Eric Seijo, dando vida al “chico invisible”, junto a la nominada al Goya Aura Garrido (Un asunto privado, El Inocente, El día de mañana, El Ministerio del Tiempo), en el papel de la profesora. Completan el reparto Miki Esparbé, Diego Montejo, Liv Dobner, e Izan Fernández, entre otros.
La adaptación del guion, se llevó a cabo gracias a los guionistas Virginia Yagüe, Jota Linares, Celia de Molina y Gonzalo Bendala, y contó con la producción ejecutiva de Marta Velasco (Áralan Films) y Juan Gordon (Morena Films).